# دعيرة
دَعِيْرَة هو جنس من الفطريات من فصيلة الوطيحات. الجنس له توزع عالمي .

## الأنواع
- دعيرة وردية